# Chiesa dei Santi Rocco e Sebastiano (Danta di Cadore)
La chiesa dei Santi Rocco e Sebastiano è la parrocchiale di Danta di Cadore, in provincia di Belluno e diocesi di Belluno-Feltre; fa parte della convergenza foraniale di Ampezzo-Cadore-Comelico.

## Storia
L'originaria cappella di Danta, dedicata a san Sebastiano e filiale all'inizio della pieve di Santo Stefano di Cadore e poi di quella di Candide, venne costruita nel 1486.
Nel 1786 fu edificata la nuova chiesa, realizzata su progetto del tolmezzino Angelo Del Fabbro; venne eretta a parrocchiale nel 1861.
L'edificio fu ampliato tra il 1939 e il 1940 con la costruzione del transetto; il lavoro venne condotto su disegno dell'architetto Alfarè. 
La chiesa fu poi interessata da un importante intervento di restauro negli anni novanta.

## Descrizione

### Esterno
La facciata a capanna della chiesa, che guarda a ponente, presenta al centro un rivestimento aggettante in pietra, nel quale si aprono il portale d'ingresso e una grande finestra a tutto sesto.
Vicino alla parrocchiale si erge, su un alto basamento a scarpa, il campanile in pietra a base quadrata, costruito nel 1903; la cella presenta una bifora su ogni lato ed è coronata dalla merlatura in stile guelfo.

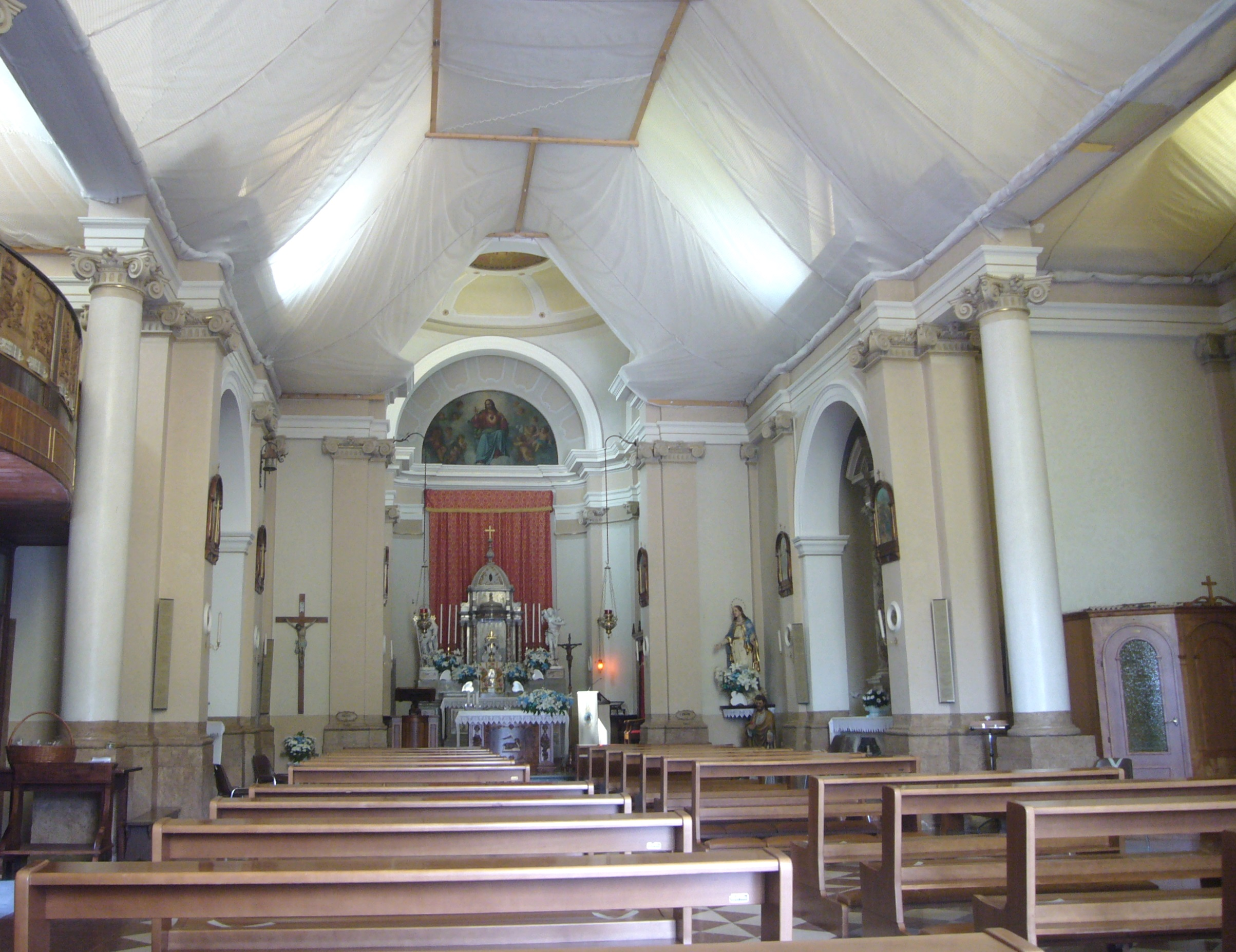
L'interno

### Interno
L'interno dell'edificio si compone di un'unica navata, sulla quale si affacciano le cappelle laterali e le cui paresti sono scandite da paraste corinzie sorreggenti la cornice sopra cui s'imposta la volta; al termine dell'aula si sviluppa il presbiterio, rialzato d'un gradino e chiuso dall'abside poco profonda.
Qui sono conservate diverse opere di pregio, tra le quali alcuni dipinti eseguiti da Tomaso Da Rin, la pala raffigurante la Madonna col Bambino assieme ai santi Rocco e Sebastiano, realizzata da Francesco Vecellio, e l'organo, costruito dalla ditta Pugina.